# Podhájska
Podhájska es un municipio del distrito de Nové Zámky en la región de Nitra, Eslovaquia, con una población estimada a final del año 2024 de 1062 habitantes.
Se encuentra ubicado al sur de la región, cerca de los ríos Nitra y Hron (cuenca hidrográfica del Danubio) y de la frontera con Hungría.
Se formó en 1960 con la fusión de los municipios de Belek y Svätuš, anteriormente separados.

## Demografía
| Año        | 1994 | 2004    | 2014     | 2024    |
| ---------- | ---- | ------- | -------- | ------- |
| Población  | 1258 | 1156    | 1032     | 1062    |
| Diferencia |      | −8,10 % | −10,72 % | +2,90 % |

| Año        | 2023 | 2024    |
| ---------- | ---- | ------- |
| Población  | 1055 | 1062    |
| Diferencia |      | +0,66 % |